# Olympiakos Syndesmos Filathlōn Peiraiōs 2010-2011 (pallacanestro maschile)
Questa voce raccoglie le informazioni riguardanti l'Olympiakos B.C. nelle competizioni ufficiali della stagione 2010-2011.

## Stagione
La stagione 2010-2011 dell'Olympiakos è la 57ª nel massimo campionato greco di pallacanestro, l'A1 Ethniki.

## Roster
Aggiornato al 8 novembre 2021.
| Olympiakos 2010-11 | Olympiakos 2010-11 |
| Giocatori          | Staff tecnico      |
| ------------------ | ------------------ |

| N. | Naz.                                    | Ruolo | Nome                     | Anno | Alt.   | Peso   |  |
| -- | --------------------------------------- | ----- | ------------------------ | ---- | ------ | ------ |  |
| 4  | Grecia (bandiera)                       | P     | Theodōros Papaloukas (C) | 1977 | 200 cm | 102 kg |  |
| 5  | Slovenia (bandiera) · Grecia (bandiera) | C     | Radoslav Nesterovič      | 1976 | 212 cm | 116 kg |  |
| 7  | Grecia (bandiera)                       | G     | Vasilīs Spanoulīs        | 1982 | 193 cm | 89 kg  |  |
| 8  | Grecia (bandiera)                       | AP    | Panagiōtīs Vasilopoulos  | 1984 | 202 cm | 107 kg |  |
| 9  | Grecia (bandiera)                       | AC    | Iōannīs Mpourousīs       | 1983 | 215 cm | 122 kg |  |
| 10 | Serbia (bandiera)                       | AP    | Marko Kešelj             | 1988 | 208 cm | 94 kg  |  |
| 11 | Grecia (bandiera)                       | AP    | Michalīs Pelekanos       | 1981 | 198 cm | 100 kg |  |
| 12 | Grecia (bandiera)                       | C     | Loukas Maurokefalidīs    | 1984 | 210 cm | 120 kg |  |
| 14 | Grecia (bandiera)                       | C     | Andreas Glyniadakīs      | 1981 | 216 cm | 127 kg |  |
| 15 | Australia (bandiera)                    | AG    | Matt Nielsen             | 1978 | 206 cm | 107 kg |  |
| 15 | Grecia (bandiera)                       | A     | Giōrgos Printezīs        | 1985 | 206 cm | 105 kg |  |
| 16 | Grecia (bandiera)                       | AP    | Kōstas Papanikolaou      | 1990 | 204 cm | 107 kg |  |
| 17 | Serbia (bandiera)                       | AG    | Zoran Erceg              | 1985 | 211 cm | 112 kg |  |
| 18 | Serbia (bandiera)                       | P     | Miloš Teodosić           | 1987 | 195 cm | 90 kg  |  |
| 19 | Grecia (bandiera)                       | PG    | Dīmītrīs Katsivelīs      | 1991 | 196 cm | 89 kg  |  |
| 21 | Israele (bandiera)                      | G     | Yotam Halperin           | 1984 | 194 cm | 91 kg  |  |
| 22 | Stati Uniti (bandiera)                  | G     | Jamon Gordon             | 1984 | 191 cm | 96 kg  |  |

| Allenatore                                                                                     |
| - Dušan Ivković                                                                                |
| Assistente/i                                                                                   |
| - Vaggelīs Aggelou - / Milan Tomić Legenda - (C) Capitano - (IN) Inattivo - Infortunato Roster |

## Mercato

### Sessione estiva
| Acquisti | Acquisti            | Acquisti        | Acquisti      | Acquisti |
| R.       | Nome                | da              | Modalità      |          |
| -------- | ------------------- | --------------- | ------------- | -------- |
| AG       | Zoran Erceg         | Paniōnios       | fine prestito |          |
| AP       | Marko Kešelj        | Stella Rossa    | definitivo    |          |
| C        | Radoslav Nesterovič | Toronto Raptors | definitivo    |          |
| AG       | Matt Nielsen        | Valencia        | definitivo    |          |
| G        | Vasilīs Spanoulīs   | Panathīnaïkos   | definitivo    |          |
| G        | Jamon Gordon        | Maroussi        | definitivo    |          |
| PG       | Dīmītrīs Katsivelīs | Mantoulidīs     | definitivo    |          |
| C        | Ian Vougioukas      | Panellīnios     | fine prestito |          |
| AP       | Michalīs Pelekanos  | Maroussi        | fine prestito |          |

| Cessioni | Cessioni                | Cessioni         | Cessioni       | Cessioni |
| R.       | Nome                    | a                | Modalità       |          |
| -------- | ----------------------- | ---------------- | -------------- | -------- |
| P        | Patrick Beverley        | Miami Heat       | fine contratto |          |
| C        | Sofoklīs Schortsianitīs | Maccabi Tel Aviv | fine contratto |          |
| AP       | Linas Kleiza            | Toronto Raptors  | rescissione    |          |
| C        | Nikola Vujčić           | Free agent       | fine contratto |          |
| P        | Scoonie Penn            | Veroli Basket    | fine contratto |          |
| AP       | Josh Childress          | Phoenix Suns     | fine contratto |          |
| PG       | Kōstas Sloukas          | Aris Salonicco   | fine contratto |          |
| C        | Ian Vougioukas          | Panathīnaïkos    | fine contratto |          |

### Dopo l'inizio della stagione
| Acquisti | Acquisti          | Acquisti | Acquisti       | Acquisti   |
| R.       | Nome              | da       | Data           | Modalità   |
| -------- | ----------------- | -------- | -------------- | ---------- |
| A        | Giōrgos Printezīs | Málaga   | 27 aprile 2011 | definitivo |

| Cessioni | Cessioni | Cessioni | Cessioni | Cessioni |
| R.       | Nome     | a        | Data     | Modalità |
| -------- | -------- | -------- | -------- | -------- |